# Ankara Arena

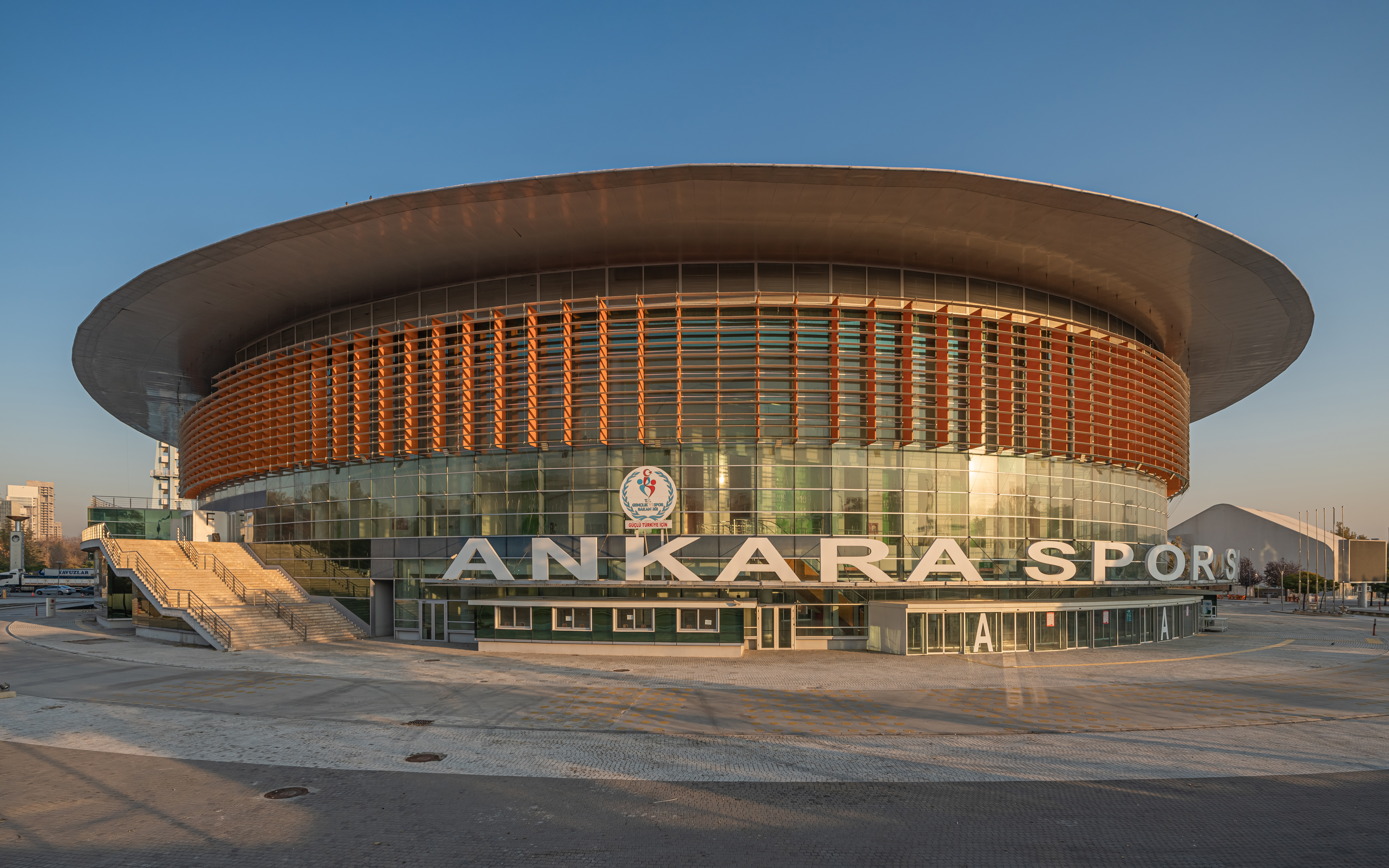

Ankara Arena é um ginásio multiuso situado na cidade de Ankara, Turquia. Tem capacidade para 10 400 espectadores e foi sede do Campeonato Mundial de Basquetebol de 2010.